# Канзас (Огайо)
Канзас (англ. Kansas) — переписна місцевість (CDP) в США, в окрузі Сенека штату Огайо. Населення — 175 осіб (2020).

## Географія
Канзас розташований за координатами 41°14′43″ пн. ш. 83°17′2″ зх. д. / 41.24528° пн. ш. 83.28389° зх. д. (41.245150, -83.283916).  За даними Бюро перепису населення США в 2010 році переписна місцевість мала площу 1,14 км², уся площа — суходіл.

## Демографія
Згідно з переписом 2010 року, у переписній місцевості мешкало 179 осіб у 67 домогосподарствах у складі 53 родин. Густота населення становила 157 осіб/км².  Було 78 помешкань (69/км²).
Расовий склад населення:
| - 97,8 % — білих - 2,2 % — осіб інших рас |

До двох чи більше рас належало 0,0 %. Частка іспаномовних становила 4,5 % від усіх жителів.
За віковим діапазоном населення розподілялося таким чином: 24,0 % — особи молодші 18 років, 61,5 % — особи у віці 18—64 років, 14,5 % — особи у віці 65 років та старші. Медіана віку мешканця становила 40,7 року. На 100 осіб жіночої статі у переписній місцевості припадало 82,7 чоловіків;  на 100 жінок у віці від 18 років та старших — 91,5 чоловіків також старших 18 років.
Цивільне працевлаштоване населення становило 18 осіб. Основні галузі зайнятості: фінанси, страхування та нерухомість — 50,0 %, будівництво — 27,8 %, публічна адміністрація — 22,2 %.